# Saint-Vincent-le-Paluel
Saint-Vincent-le-Paluel là một xã, nằm ở tỉnh Dordogne vùng Aquitaine của Pháp. Xã này có diện tích 6,86 km², dân số năm 2007 là 251 người. Xã nằm ở khu vực có độ cao trung bình 110 m trên mực nước biển.

## Hành chính
| Danh sách các xã trưởng                |           |                    |                  |         |
| Giai đoạn                              | Giai đoạn | Tên                | Đảng             | Tư cách |
| 1989                                   | juin 2008 | Édouard Meyssignac | không chính thức | hưu trí |
| Tất cả các dữ liệu trước đây không rõ. |           |                    |                  |         |

## Thông tin nhân khẩu
| Năm | 1962 | 1968 | 1975 | 1982 | 1990 | 1999 | 2007 |
| --- | ---- | ---- | ---- | ---- | ---- | ---- | ---- |
| Dân số | 123  | 114  | 109  | 121  | 151  | 207  | 251  |
| From the year 1962 on: No double counting—residents of multiple communes (e.g. students and military personnel) are counted only once. |      |      |      |      |      |      |      |